# فوهة غيل
فوهة غيل هي فوهة اصطدام بقطر 155.3 كيلومتر توجد على سطح كوكب المريخ في رباعي الزوايا المسمى إيوليس، عند الحدود الجيولوجية التي تجسد انقسام القشرة السطحية للمريخ في 4,9° S et 137,2° E منطقة إيوليس مينسي. يمكن التعرف عليها خصوصاً بواسطة التل المركزي الذي يتوسطها، حيث يصل علوه 5000 متر بالنسبة لقاع الفوهة و700 متر بالنسبة لسطح المريخ. وهو بذلك الأعلى من بين التضاريس المجاورة.

تم اختيار هذه الفوهة من طرف وكالة ناسا سنة 2011 لتكون مكان هبوط الروبوت كوريوسيتي لرحلة مختبر علوم المريخ التي تم إطلاقها في 26 نوفمبر 2011. الروبوت كوريوسيتي حط على السطح يوم 6 أغسطس 2012.